# Rafael Boban
Rafael «Ranko» Boban (22 de diciembre de 1907-Desaparecido en 1945) fue un comandante militar Croata que prestó servicio con la Milicia Ustacha y las Fuerzas armadas de Croacia durante la Segunda Guerra Mundial. Habiendo participado en un intento de sabotaje conocido como el Levantamiento Velebit en 1932, se unió al Real Ejército Italiano y regresó a Croacia tras la Invasión a Yugoslavia en abril de 1941. Luchó junto a los Ustachas hasta el final de la guerra, se reportó que logró evadir a los partisanos yugoslavos y fue visto en Bleiburg, un pequeño pueblo al sur de Austria. Nada se sabe sobre que le pasó desde ese momento, solo existen varios rumores.

## Primeros años
Boban nació un 22 de diciembre de 1907 en el pueblo de Sovići, muy cerca de Grude, en lo que para la época era parte del Imperio austrohúngaro. Era un Croata de Bosnia y Católico. Fue un oficial en el Ejército del Reino de Yugoslavia antes de que se uniera a los Ustachas que en la época tenían base en Italia en verano de 1932. En septiembre de ese mismo año, participó en un sabotaje a pequeña escala conocido como el Levantamiento Velebit, contra el gobierno yugoslavo. Después de este incidente, viajó al Zadar controlado por el Reino de Italia para solicitar protección y la ciudadanía italiana. En mayo de 1934, Ante Pavelić (Líder Ustacha) ascendió a Boban al rango de Sargento en la Milicia Ustacha, y después de esto, entró a formar parte del círculo interno de Pavelić. El mismo año, en el Ejército Italiano, Boban pasó a comandar una compañía militar con base en Lipari, que después sería transferida a Calabria. A inicios de diciembre de 1937, las autoridades italianas lo arrestaron a él y a otros miembros de la Ustacha tras sospechar que planeaban asesinar al primer ministro Yugoslavo Milan Stojadinović. Fueron liberados rápidamente.

## Segunda Guerra Mundial
Con la creación del Estado Independiente de Croacia (En Croata: Nezavisna Država Hrvatska, NDH) en abril de 1941, Boban regresó a Croacia y se unió al ejército. Fue a Kupres con 250 hombres bajo su mando, y organizó asesinatos en masa de serbios locales.
En ese mismo año, hubo un levantamiento en el pueblo de Nevesinje, en Herzegovina, por las constantes limpiezas étnicas de serbios que cometían los Ustachas en la zona. Boban fue miembro de un grupo de oficiales comandados por Mijo Babić que servían como refuerzos a los soldados Croatas que atacaban a los rebeldes en la zona. Su meta era suprimir la rebelión y exterminar a la población serbia que quedase ahí. Lucharon entre los pueblos de Vranjkuk, Rupari, Trusina y Šušnjatica. Después, Boban comandó un grupo de Ustachas de Međugorje y Čitluk que tomaron como prisioneros a 20 civiles serbios, que fueron asesinados y enterrados en una zanja.
Fue ascendido al rango de capitán en noviembre de ese mismo año, y después nombrado Comandante de la Legión Negra junto a Jure Francetić. Boban asumió el mando completo tras la muerte de Francetić el 28 de diciembre de 1942.
Boban fue ascendido al rango de general en diciembre de 1944. Ese mes, fue responsable de proteger a los políticos encarcelados Mladen Lorković y Ante Vokić en la ciudad de Koprivnica. Ocupó el rango de coronel dentro de la milicia Ustacha en abril de 1945, poco antes de acabar la guerra. En mayo, se retiró junto a los demás Ustachas hacia Austria, y se reportó que Boban había llegado exitosamente a Bleiburg, junto a Pavelić y Vjekoslav "Maks" Luburić. Desde aquel entonces, sin dejar rastro, no se supo nada de él.

## Legado
En 1951, Boban fue nombrado  Ministro de Defensa en el exilio por Ante Pavelić. Durante la Guerra de Bosnia, una Brigada del Consejo Croata de Defensa fue nombrada por su apellido. Una capilla católica en Bobani, Bosnia, tiene imágenes de él.
- Datos: Q669939
- Multimedia: Rafael Boban / Q669939